# (1628) Strobel
Pour les articles homonymes, voir Strobel.
(1628) Strobel est un astéroïde de la ceinture principale découvert le 11 septembre 1923 par l'astronome allemand Karl Wilhelm Reinmuth. Le lieu de découverte est Heidelberg (024). Sa désignation provisoire était 1923 OG.